# John Braillard
John Braillard (* 26. Juni 1822 in Genf; † 10. Dezember 1883 in Chêne-Bougeries, heimatberechtigt in Genf) war ein Schweizer Politiker.

## Biografie
Braillard absolvierte das Progymnasium und besuchte dann ein vorbereitendes Studium an der Akademie Genf, ehe er auf eine Europareise ging. Von 1845 bis 1856 war er als Hauslehrer in St. Petersburg tätig. Nachdem er an der Universität im russischen Charkiw nicht aufgenommen worden war, kehrte er nach Genf zurück. Fortan war er als Französischlehrer tätig und war später Rektor der Industrieschule. Ab 1868 war Braillard bis zu seinem Tod Gymnasiallehrer für Rhetorik und französische Literatur. 1872 wurde er Honorarprofessor der Akademie Genf. Mit Henri-Frédéric Amiel hatte er im Institut national genevois oft Auseinandersetzungen, wobei er in Amiels Journal als Viper bezeichnet wurde.
1860 wurde Braillard in den Grossen Rat des Kantons Genf gewählt und politisierte dort nach freisinnigen Grundsätzen. Er widersetzte sich der Finanz- und Religionspolitik von James Fazy, war Mitglied des Cercle de la Ficelle und war Gründungsmitglied des Parti indépendant. Braillard wurde 1862 in den Verfassungsrat des Kantons Genf gewählt und war zugleich auch Berichterstatter des Verfassungsentwurfs. Er nahm von 1862 bis 1870 und von 1878 bis 1882 wieder Einsitz im Grossen Rat. Von 1863 bis 1866 arbeitete er als Redaktor der Démocratie suisse. Ab 1880 näherte er sich immer näher an die Freisinnigen um Antoine Carteret. 1866 wurde er in den Genfer Gemeinderat und in den Ständerat gewählt – aus beiden Ämtern schied er 1869 wieder aus.